# Thria similata
Thria similata là một loài bướm đêm trong họ Noctuidae.